# Riu Blanc

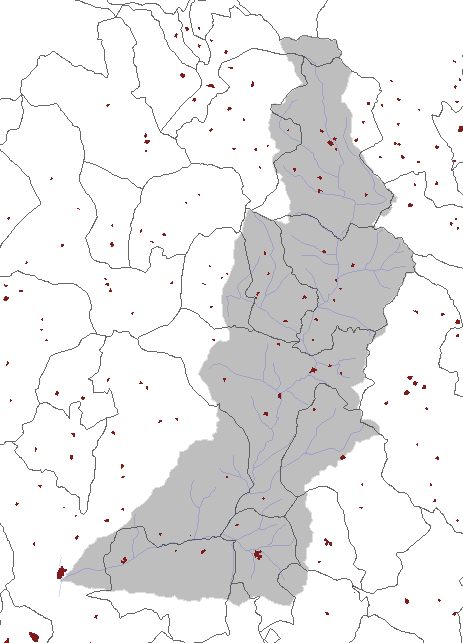
La conca hidrogràfica de l'Isàvena i els nuclis i municipis que abraça

El riu Blanc o barranc d'Espés és un afluent del riu Isàvena, situat al municipi de Les Paüls, de la Baixa Ribagorça, a la Franja de Ponent de l'Aragó. El riu transcorre per les terres d'Espés i Alins d'Isàvena, al nord de la serra de Vallabriga, del camí de la Croqueta, el barranc de la Garanta i la carretera que puja a Espés i a Les Paüls des del riu Isàvena. Desemboca en l'Isàvena just abans del congost d'Ovarra, actualment zona lliure de pesca de captura i solta, com tot el barranc d'Espés, el barranc de Castrocit, el barranc de Salat i el barranc de les Paüls afluents tots ells del riu Isàvena. Les seues aigües són d'alta muntanya i pertany a la conca del riu Éssera. És l'afluent de l'Isàvena més cabalós junt al riu de Vilacarle.
El riu Isàvena és un riu de la zona dels Prepirineus.